# Distanza di cerchio massimo
Per distanza di cerchio massimo si intende la distanza minima fra due punti posti su una superficie sferica, e coincide con l'arco di cerchio massimo che comprende i due punti. Questa distanza è anche detta ortodromia ed è la traiettoria percorsa dagli aeromobili, poiché implica un minor consumo di carburante e di tempo rispetto alla lossodromia.
Essa rappresenta il tragitto più breve ed ha la caratteristica di tagliare tutti i meridiani con angoli diversi, lungo un cerchio massimo.
Casi particolari sono gli archi di meridiano (angolo di taglio costante = 0°/180°) ed archi di parallelo (angolo di taglio costante = 90°/270°).
L'angolo che sottende questa distanza viene detto distanza angolare.

Esempio di un'ortodromia

È da notare che archi del parallelo equatoriale rappresentano casi particolari dell'ortodromia in quanto, anche non variando l'angolo di intersezione con i meridiani, la distanza tra i punti considerati (partenza ed arrivo) è la minima possibile. Poiché nel caso della navigazione (aerea o marittima) è conveniente, in generale (a meno di altre variabili quali correnti marine, venti in quota, ecc.), percorrere il tragitto più breve per collegare due punti, la rotta ortodromica è quella preferenziale. Una rotta di questo tipo è però soltanto ideale, in quanto non è pensabile che il mezzo in questione possa variare in modo continuo la direzione di navigazione (intesa come orientamento rispetto ai punti cardinali). La rotta reale è molto spesso una buona approssimazione della rotta ortodromica, realizzata tramite successive rotte lossodromiche parziali (spezzata).

## Calcolo per via geometrica
Siano {\displaystyle P} e {\displaystyle Q} due punti su una superficie sferica di raggio {\displaystyle \rho } in un sistema di riferimento cartesiano ortogonale. Definite {\displaystyle \phi _{P}} e {\displaystyle \phi _{Q}} le longitudini dei due punti prese dall'asse {\displaystyle x} verso la proiezione dei raggi {\displaystyle {\overline {OP}}} e {\displaystyle {\overline {OQ}}} sul piano {\displaystyle xy}, e {\displaystyle \theta _{P}} e{\displaystyle \theta _{Q}} le latitudini dei due punti prese dal piano {\displaystyle xy} verso i raggi {\displaystyle {\overline {OP}}} e {\displaystyle {\overline {OQ}}}, le coordinate cartesiane dei due punti sono:
{\displaystyle {\begin{cases}x=\rho \cos \theta \cos \phi \\y=\rho \cos \theta \sin \phi \\z=\rho \sin \theta \end{cases}}}
La distanza rettilinea (ovvero misurata lungo la retta che attraversa i due punti P e Q) fra i due punti è
{\displaystyle {\overline {PQ}}^{2}=(x_{P}-x_{Q})^{2}+(y_{P}-y_{Q})^{2}+(z_{p}-z_{q})^{2}=}
{\displaystyle {\overline {PQ}}^{2}=(\rho \cos \theta _{P}\cos \phi _{P}-\rho \cos \theta _{Q}\cos \phi _{Q})^{2}+(\rho \cos \theta _{P}\sin \phi _{P}-\rho \cos \theta _{Q}\sin \phi _{Q})^{2}+(\rho \sin \theta _{P}-\rho \sin \theta _{Q})^{2}}
sviluppando i calcoli: {\displaystyle {\overline {PQ}}^{2}=2\rho ^{2}(1-\cos \Delta \phi \cos \theta _{P}\cos \theta _{Q}-\sin \theta _{P}\sin \theta _{Q})}, dove {\displaystyle \Delta \phi =\phi _{Q}-\phi _{P}}
Considerando il triangolo {\displaystyle POQ}, per trovare la lunghezza dell'arco di cerchio massimo che va da {\displaystyle P} a {\displaystyle Q} bisogna trovare l'ampiezza dell'angolo {\displaystyle \gamma } compreso fra i due raggi {\displaystyle {\overline {OP}}} e {\displaystyle {\overline {OQ}}} e moltiplicarla poi per il raggio {\displaystyle \rho }. Denominato quest'angolo {\displaystyle \gamma } risulta quindi che {\displaystyle d(P,Q)=\rho \gamma }. Applicando la Legge del coseno, o Teorema di Carnot, al triangolo {\displaystyle POQ}:
{\displaystyle {\overline {PQ}}^{2}={\overline {OP}}^{2}+{\overline {OQ}}^{2}-2{\overline {OP}}\cdot {\overline {OQ}}\cos \gamma }
e quindi
{\displaystyle {\overline {PQ}}^{2}=\rho ^{2}+\rho ^{2}-2\rho \rho \cos \gamma =2\rho ^{2}-2\rho ^{2}\cos \gamma }
{\displaystyle {\overline {PQ}}^{2}=2\rho ^{2}(1-\cos \gamma )}
Si eguagliano i due valori di {\displaystyle {\overline {PQ}}^{2}} che abbiamo trovato:
{\displaystyle 2\rho ^{2}(1-\cos \Delta \phi \cos \theta _{P}\cos \theta _{Q}-\sin \theta _{P}\sin \theta _{Q})=2\rho ^{2}(1-\cos \gamma )}
sviluppando i calcoli risulta che
{\displaystyle \gamma =\arccos({\cos \Delta \phi \cos \theta _{P}\cos \theta _{Q}+\sin \theta _{P}\sin \theta _{Q}})}
Esprimendolo in modo più esplicito in termini di LATitudine e LONGitudine diventa:
{\displaystyle \gamma =\arccos({\cos(LON2-LON1)\cos LAT_{P}\cos LAT_{Q}+\sin LAT_{P}\sin LAT_{Q}}))}
Se anziché in termini di latitudine e longitudine le coordinate di P e Q sono espresse in termini di declinazione e ascensione retta, la formula diventa:
{\displaystyle \gamma =\arccos({\cos(RA2-RA1)\cos Dec_{P}\cos Dec_{Q}+\sin Dec_{P}\sin Dec_{Q}}))}
Questa quantità è detta distanza angolare tra due punti sulla superficie di una sfera. Moltiplicando, come detto inizialmente, questo angolo per il raggio della sfera, si ottiene la lunghezza dell'arco passante per i due punti P e Q:
{\displaystyle \ d(P,Q)=\rho \arccos {(\cos \Delta \phi \cos \theta _{P}\cos \theta _{Q}+\sin \theta _{P}\sin \theta _{Q})}}

## Calcolo per via vettoriale
La distanza fra due punti su una sfera può essere calcolata anche tramite i vettori: consideriamo infatti i due punti {\displaystyle P} e {\displaystyle Q} come vettori espressi dalle matrici
{\displaystyle {\vec {P}}={\begin{bmatrix}\rho \cos \theta _{P}\cos \phi _{P}\\\rho \cos \theta _{P}\sin \phi _{P}\\\rho \sin \theta _{P}\end{bmatrix}}{\text{ e }}{\vec {Q}}={\begin{bmatrix}\rho \cos \theta _{Q}\cos \phi _{Q}\\\rho \cos \theta _{Q}\sin \phi _{Q}\\\rho \sin \theta _{Q}\end{bmatrix}}}
Eseguendo il prodotto scalare fra {\displaystyle {\vec {P}}} e {\displaystyle {\vec {Q}}} risulta che {\displaystyle {\vec {P}}\cdot {\vec {Q}}=\left|P\right|\left|Q\right|\cos \varepsilon } (dove {\displaystyle \varepsilon } è sempre l'angolo compreso fra i due vettori):
{\displaystyle {\begin{bmatrix}\rho \cos \theta _{P}\cos \phi _{P}\\\rho \cos \theta _{P}\sin \phi _{P}\\\rho \sin \theta _{P}\end{bmatrix}}{\begin{bmatrix}\rho \cos \theta _{Q}\cos \phi _{Q}&\rho \cos \theta _{Q}\sin \phi _{Q}&\rho \sin \theta _{Q}\end{bmatrix}}=\rho ^{2}\cos \gamma }
Sviluppando i calcoli
{\displaystyle \gamma =\arccos({\cos \Delta \phi \cos \theta _{P}\cos \theta _{Q}+\sin \theta _{P}\sin \theta _{Q}})}
E quindi la distanza minima tra i due punti è
{\displaystyle \ d(P,Q)=\rho \arccos {(\cos \Delta \phi \cos \theta _{P}\cos \theta _{Q}+\sin \theta _{P}\sin \theta _{Q})}}